# Hanomag Lohnhärterei

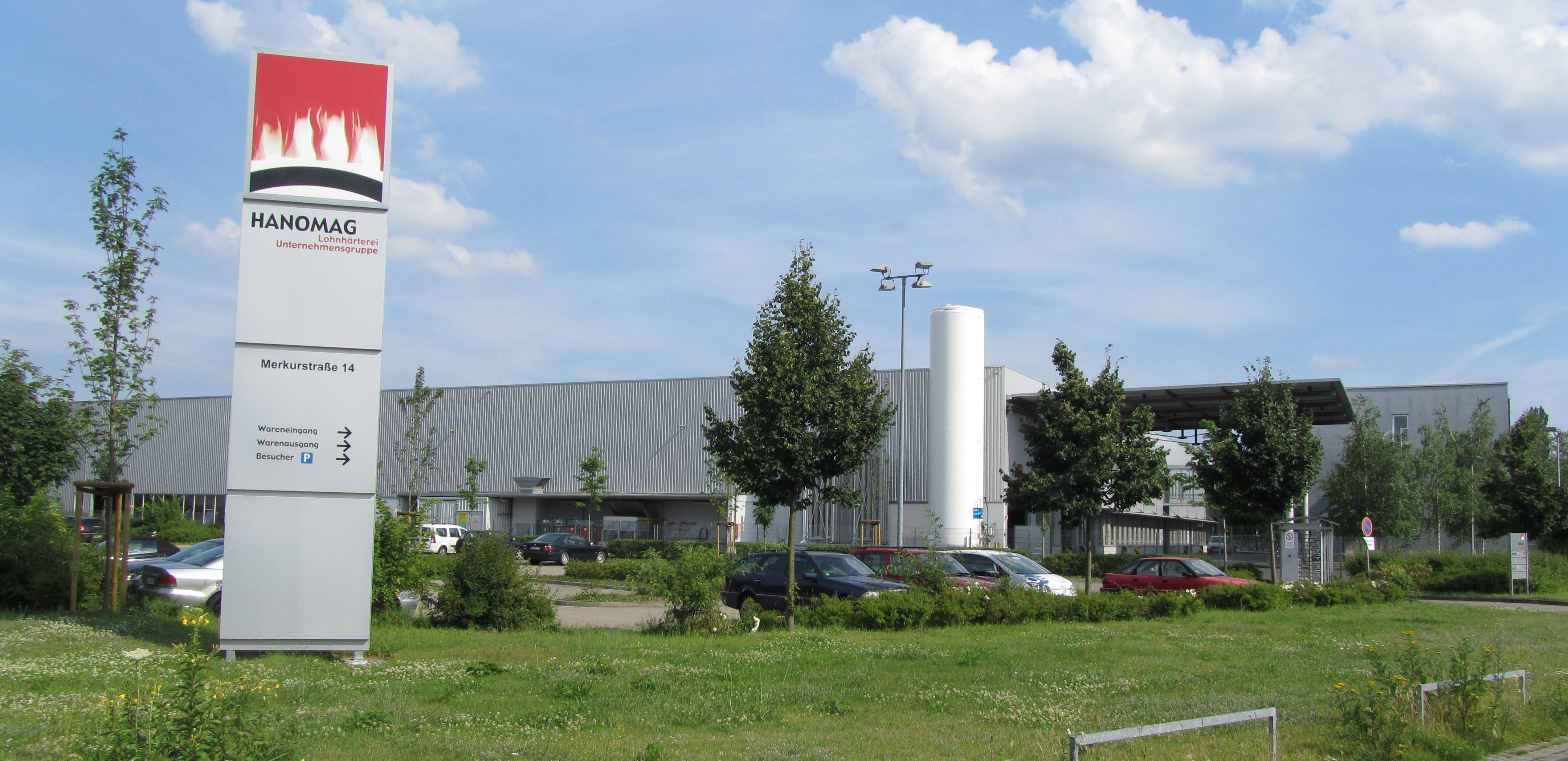
Fabrikgebäude am Standort Hannover-Marienwerder

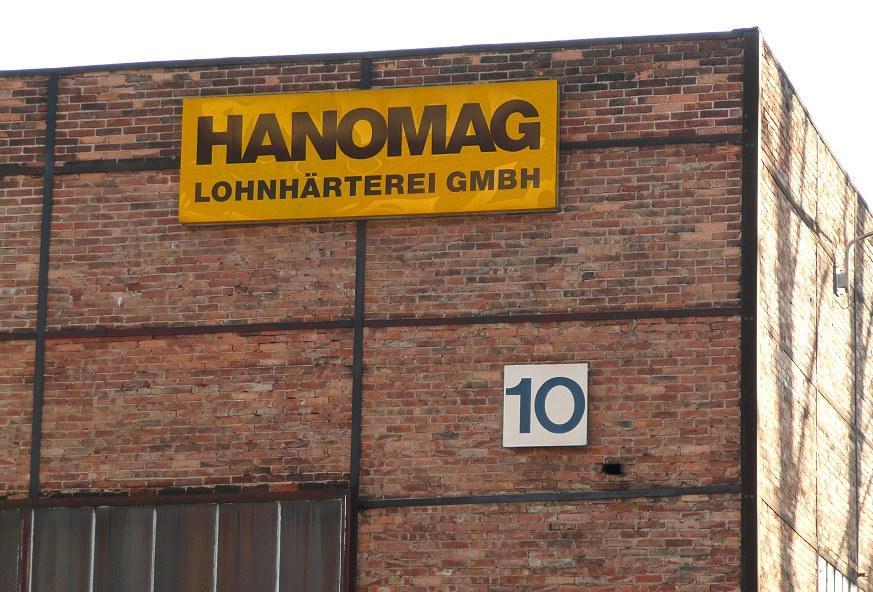
Firmenschild am ehemaligen Firmenstandort auf dem Hanomag-Gelände, Gebäude etwa 2010 abgerissen

Die Hanomag Lohnhärterei ist ein Unternehmen in Hannover, das 1986 aus der Hanomag Maschinenbau AG hervorgegangen ist. Seit 1993 ist die Hanomag Lohnhärterei in der Hand der Familie Seehafer. Das Unternehmen ist auf die Wärmebehandlung von Stahl, Aluminium und andere metallische Wertstoffe sowie der mechanischen Bearbeitung (Prototypenherstellung, Vorserie und Serie) spezialisiert.

## Geschichte
Die Unternehmer Alfred Gassmann, Helmut Gassmann und Günter Papenburg gründeten im April 1984 eine Auffanggesellschaft, die Hanomag GmbH.
Mit der Beteiligung der Hanomag GmbH und Konrad Seehafer wurde 1986 das Unternehmen Hanomag Lohnhärterei GmbH neugegründet, die dann die damalige Betriebshärterei von Hanomag übernahm.
Im Jahr 1992 wurde die Hanomag Hartöl Lohnhärterei GmbH – Betriebsstätte Berlin gegründet. Drei Jahre später, 1995, eröffnete das Unternehmen eine weitere Betriebsstätte in Gommern. 1998 folgten die Gründung der Betriebsstätte in Gevelsberg sowie die Etablierung der Hanomag Härtol Lohnhärterei GmbH in Wernigerode.
Im Jahr 2000 trat Karsten Seehafer, Sohn des Unternehmensgründers Konrad Seehafer, in die Geschäftsführung der Hanomag Lohnhärterei GmbH ein. Vier Jahre später, 2004, wurde ein Neubau für die Hanomag Lohnhärterei GmbH und die Hanomag Härtecenter GmbH in Hannover-Marienwerder realisiert.
2006 erhielten alle Standorte der Hanomag Lohnhärterei Gruppe die Zertifizierung nach ISO/TS 16949. 2009 führte das Unternehmen ein Umweltmanagementsystem gemäß ISO 14001 ein, und 2013 folgte die Implementierung eines Energiemanagementsystems nach ISO 50001.
Die internationale Ausweitung setzte sich 2015 fort, als die Hanomag Heat Treatment International Sp.z.o.o. in Posen (Polen) gegründet wurde. Im Jahr 2018 übernahm die Hanomag Lohnhärterei Gruppe die Herbst Zerspanungs- und Messtechnik GmbH in Hildesheim, gefolgt von der Eröffnung einer Betriebsstätte in Taufkirchen, Österreich, im Jahr 2019.
2021 gründete das Unternehmen die Hanomag Aluminium Solutions GmbH mit Standorten in Kassel und Baunatal. Im darauffolgenden Jahr, 2022, wurde schließlich eine neue Betriebsstätte in Penzberg eröffnet.